# UNIMARC
UNIMARC je univerzalni MARC format, ki ga je razvila IFLA leta 1977 zaradi nekompatibilnosti z drugimi nacionalnimi MARC formati.
Glavni namen je bil ustvariti internacionalni oz. univerzalni format za shranjevanje in mednarodno izmenjavo bibliografskih podatkov v strojno čitljivi obliki.

## O UNIMARC-u
Format UNIMARC je predlagala in ustvarila IFLA leta 1977 z naslovom UNIMARC: Universal MARC format, ki naj bi nadomestil format MARC. Druga izdaja je izšla leta 1980, te pa je sledil UNIMARC priročnik leta 1983.  Šele leta 1987 pa je izšel priročnik z namenom standardiziranja bibliografskih podatkov v enotni format.
Sprva se je UNIMARC uporabljal za izmenjavo podatkov na magnetnih trakovih, vendar se je do danes njegova uporaba razširila na monografske publikacije, serijske publikacije, kartografsko gradivo, glasbo, zvočne posnetke, video posnetke in elektronske vire. Osnovni namen formata UNIMARC je bil omogočiti mednarodno izmenjavo zapisov med nacionalnimi bibliografskimi ustanovami, služi pa lahko tudi kot model za nove formate za bibliografske podatke.
UNIMARC ne določa interne oblike, vsebine ali strukture zapisov, temveč le priporoča obliko, vsebino in strukturo podatkov, kadar jih želimo izmenjavati. UNIMARC format je na voljo vsem organizacijam, ki se ukvarjajo z izmenjavo bibliografskih podatkov, vendar je njegova primarna uporaba namenjena knjižnicam.
Formatov je več, saj poleg formata za bibliografske podatke obstaja še format za normativne podatke, do konca leta pa naj bi v tiskani obliki izšel tudi format za podatke o stanju zaloge. Na domači strani IFLA je objavljen še kratki format UNIMARC za podatke o klasifikaciji.
Prednost formata UNIMARC pred formatom MARC 21 je gotovo v tem, da je UNIMARC nastal kasneje. Med drugim je zasnovan tudi na podlagi izkušenj, pridobljenih pri uporabi MARC 21 in njegovih predhodnikov. Odlike UNIMARC so koherentna struktura kodiranih podatkov in preglednejši vnos elementov ISBD.
UNIMARC vzdržuje in ureja odbor IFLE, ki se imenuje Permanent UNIMARC Committee (PUC). Ta odbor tudi sprejema odločitve o spremembi, nadgradnji in prilagoditvi formata ter
vključuje od sedem do devet strokovnjakov za UNIMARC, ki prihajajo iz različnih držav. PUC ima vsakoletno srečanje v Lizboni, poročila o srečanju pa izidejo v International Cataloguing and Bibliographic Control (ICBC).
Ker velika večina knjižnic v svetu uporablja format UNIMARC ali nacionalne formate, ki so z UNIMARCom kompatibilni, je mogoča mednarodna izmenjava bibliografskih podatkov. Rezultat te je mednarodni knjižnični katalog WorldCat.